# Eisenbahnunfall von Konkoita
Bei dem Eisenbahnunfall von Konkoita stürzte am 1. Februar 1947 die vom thailändischen Verkehrsminister Momluang Kri Detchatiwong benutzte Motordraisine in die Lücke auf der Thailand-Burma-Eisenbahn, die ein Brückeneinsturz bei Konkoita (thailändisch กองกุยตะ, wörtl. Kong Kuita) hinterlassen hatte. Der Minister und eine Person aus seiner Begleitung kamen ums Leben.

## Ausgangslage

### Politische Umstände
Großbritannien betrachtete die durch die Japaner im Zweiten Weltkrieg errichtete Thailand-Burma-Eisenbahn nach dem Krieg als Kriegsbeute und Eigentum. Sie wurde zunächst von dem niederländischen Oberstleutnant Karel Adrianus Warmenhoven verwaltet, der kurz zuvor aus dem Kriegsgefangenenlager Changi befreit worden war. Er hat einen Bericht über den Eisenbahnunfall von Konkoita hinterlassen. Auf thailändischer Seite wurde die Strecke unregelmäßig bis Prang Kasi (thailändisch ปรังกาสี) befahren. Dies nutzten viele Thailänder, um sich entlang der Bahn in bisher nur sehr dünn besiedeltem Gelände anzusiedeln. Damit gewann die Strecke als Infrastruktur für eine Binnenkolonisation Bedeutung. Um die Verfügung über die Strecke zu erhalten, kaufte die thailändische Regierung den im Land gelegenen Abschnitt im Oktober 1946 für 1.250.000 £ (damals: 50 Mio. Baht) von der britischen Regierung. Der Kaufpreis wurde anschließend in sechs halbjährlichen Raten zwischen Januar 1947 und Januar 1949 überwiesen. Zum 17. Oktober 1946 wurde die Strecke an Thailand übergeben.

### Technische Gegebenheiten
Die Strecke war jenseits von Prang Kasi eine Baustelle. Dort fanden die für in Betrieb befindliche Strecken vorgeschriebenen, mindestens täglich vorzunehmenden Streckenbegehungen deshalb nicht statt. Es gab keine betriebsbereite, die Strecke begleitende Telefon- oder Telegrafenleitung.

### Die Inspektionsfahrt
Da der Kauf der Strecke politisch motiviert war, spielte ihr aktueller technischer Zustand beim Kauf keine herausragende Rolle. Gleichwohl interessierte die politische Spitze in Bangkok schon, was sie da gekauft hatte. Deshalb drängte der fachlich zuständige Minister Momluang Kri Detchatiwong auf eine Gesamtbereisung der Strecke. Der Minister war selbst Eisenbahnbauingenieur. Die Eisenbahnverwaltung riet wegen des mangelhaften Zustands der Anlage von einer Inspektionsfahrt ab. Letztendlich konnte die Verwaltung den Drang des Ministers, die Strecke selbst zu sehen, nicht mehr ignorieren und die Streckenbereisung nur bis Ende Januar 1947 hinausschieben.
Der Minister nutzte einen Sonderzug, der von einer Diesellokomotive gezogen wurde. In seiner Begleitung befanden sich der Direktor der Royal State Railways, der Vorgängerorganisation der heutigen Thailändischen Staatsbahn, und andere Spitzenbeamte aus Staat und Bahnverwaltung. Der Sonderzug fuhr am 30. Januar 1947 in Bangkok los und erreichte am Abend des Tages Kanchanaburi, wo die Gruppe übernachtete. Ziel am 31. Januar war Prang Kasi, eine Fahrt, die normalerweise 3 ½ bis 5 Stunden dauerte. Der Sonderzug war jedoch 19 Stunden unterwegs, da mehrfach Defekte an der Lokomotive auftraten, die behoben werden mussten, denn eine Ersatzlokomotive stand nicht zur Verfügung. Als der Zug schließlich um 1 Uhr morgens in Prang Kasi eintraf, entschied der Minister, im Zug zu übernachten und die Fahrt am frühen Morgen des nächsten Tages fortzusetzen, da er unbedingt bis zum Drei-Pagoden-Pass fahren wollte. Bedenken der bei der Eisenbahn-Verantwortlichen ignorierte er.

## Unfallhergang
Die Strecke hinter Prang Kasi war seit dem 28. Januar nicht mehr begangen worden, da sie sich nicht in Betrieb befand, sondern eine Baustelle war. Um die Sicherheit für den Sonderzug des Ministers sicherzustellen, wurde entschieden, eine Motordraisine als „Pilot-Maschine“ vorausfahren zu lassen. Der Sonderzug sollte mit einem Sicherheitsabstand folgen. Um 9:00 Uhr verließen Pilot und Sonderzug den Bahnhof von Prang Kasi. Bereits eine Stunde später blieb die Diesellokomotive des Sonderzugs erneut mit einem technischen Defekt liegen. Darauf entschied der Minister, die verbleibenden etwa 50 km mit der bisher als Pilot verwendeten Motordraisine zurück zu legen. Diese hatte nur zwölf Sitzplätze. Es fuhren jedoch 22 Personen mit, auch auf dem Dach des Fahrzeugs und an seiner Außenseite.
Bei Kilometer 262, etwa 500 Meter vor dem Bahnhof von Konkoita, befand sich eine Kurve in einem Geländeeinschnitt, nach der die Strecke unmittelbar auf eine Brücke führte. Diese war – wie die überwiegende Zahl der Brücken entlang der Strecke – aus Holz errichtet und zuvor abgebrannt und eingestürzt. Lediglich das Gleis hing noch über dem Tal, das überbrückt worden war. Nachdem der Fahrer die Situation erfasst hatte, war der verbleibende Bremsweg zu kurz, um das Fahrzeug noch anzuhalten. Einige der außen Mitreisenden, die die Situation ebenfalls erfassten, sprangen noch ab. Das Fahrzeug und die übrigen Reisenden stürzten gegen 11:30 Uhr etwa 8,5 m in die Tiefe.

## Folgen
Der Minister und mindestens eine weitere Person aus seiner Begleitung kamen ums Leben. Einige wurden schwer verletzt, darunter der Direktor der Staatsbahn. 
Es gab keinerlei Kommunikationsmöglichkeit von der Unfallstelle. Im Ausgangsbahnhof Prang Kasi machte sich offenbar niemand Gedanken, warum der Sonderzug bis zum Abend nicht zurückkehrte.
An der Unfallstelle erschienen einige Karen, die Schutzhütten für die Verletzten errichteten und Feuerholz sammelten und gegen Abend wieder in ihr Dorf zurückkehrten. Das Feuerholz reichte nicht einmal die gesamte Nacht. Die Gruppe traute sich nicht, neues zu holen, da sie Angst vor Tigern hatte. Erst am nächsten Morgen kam der Sonderzug – die Diesellokomotive konnte mittlerweile repariert werden – und ermöglichte die Rückkehr.
Da nicht nur die Brücke an der Unfallstelle abgebrannt war, sondern auch die nächst folgende, die Strecke aber nicht befahren wurde – also eine Entzündung etwa durch Funkenflug von einer Dampflokomotive auszuschließen war – wurde ein Sabotageakt Einheimischer vermutet. Der schlechte Zustand der Strecke war Anlass auf thailändischer Seite, schließlich das Gleis von Nam-Tok bis zum Pass der drei Pagoden abzubauen.